# دی‌اچ‌اس‌ای
دی‌اچ‌اس‌ای (به انگلیسی: DHSA) با فرمول شیمیایی C۱۹H۲۴O۴ یک ترکیب شیمیایی با شناسه پاب‌کم ۴۴۰۴۸۳ است. که جرم مولی آن ۳۱۶٫۳۹۱۴۶ g/mol می‌باشد. شکل ظاهری این ترکیب، مایع بی‌رنگ است.